# حصن عفاش
حصن عفاش، هو حصن أثري قديم يقع أعلى قرية بيت الأحمر، مسقط رأس الرئيس اليمني الأسبق علي عبد الله صالح (الملقب عفاش)، بمديرية سنحان وبني بهلول بمحافظة صنعاء في اليمن.

## تسمية الحصن وتاريخ بناءه
يسمى الحصن «حصن السلطان علي عفاش»، جد الرئيس صالح، الذي شيده وسكنه قبل 1200سنة، عندما نزح من مأرب مثل النازحين الذين سكنوا في عدد من المناطق اليمنية عقب انهيار سد مأرب. ويعتبر الحصن الذي يحتل مساحة كبيرة أعلى قرية بيت الأحمر، معقل أسرة صالح ومكان ولادته وأفراد أسرته. وقد أعيد ترميم الحصن وتوسيعه في العام 1999 بتوجيهات وإشراف الرئيس صالح نفسه. يحد الحصن من الجنوب قرية بيت الأحمر، أو بالأحرى مدينة الأحمر الحضارية، التي يتوسطها منزل قديم منهار، قيل إنه المنزل الأصلي للواء المنشق عن نظام صالح في «ثورة الشباب» عام 2011 علي محسن الأحمر، ومن الشرق وادي عفاش، ومن جهة الغرب منزل علي صالح الأحمر الأخ غير الشقيق للرئيس الأسبق صالح، ومنزل آخر جديد بأحواش كبيرة وضخمة، يتبع اللواء علي محسن الأحمر أيضاً، ومنزل آخر لقائد القوات الجويه والدفاع الجوي سابقاً اللواء الطيار الركن محمد صالح الأحمر، ومن الجانب الشمالي تقع قرية مقولة.

## قصف الحصن بالطيران
تعرض الحصن مع منازل صالح وأسرته في مايو 2015 لقصف صاروخي عنيف من قبل طيران «التحالف العربي» أدى إلى تدمير الحصن بالكامل.